# Kierunek – Socjalna Demokracja
Kierunek – Socjalna Demokracja (słow. SMER – sociálna demokracia, SMER) – słowacka partia polityczna o profilu socjaldemokratycznym, określana także jako partia lewicy narodowej. Przewodniczącym ugrupowania od czasu jego powstania jest Robert Fico.

## Historia
Partię założył w 1999 Robert Fico, jeden z liderów postkomunistycznej Partii Demokratycznej Lewicy. Ugrupowanie zajęło trzecie miejsce w wyborach parlamentarnych w 2002, zdobywając 13,5% głosów i 25 mandatów (na 150). Pozostała wówczas w opozycji wobec drugiego rządu Mikuláša Dzurindy, sprzeciwiała się przeprowadzanym przez centroprawicę reformom, opowiadając się np. za zlikwidowaniem podatku liniowego. W pierwszych w historii Słowacji wyborach do Parlamentu Europejskiego 2004 partia osiągnęła 16,9% głosów i zajęła trzecie miejsce (3 mandaty).
1 marca 2003 do partii dołączyła Partia Porozumienia Obywatelskiego. 1 stycznia 2005 Smer zakończył proces integracji z innymi lewicowymi formacjami – przyłączyły się do niego Partia Demokratycznej Lewicy, Socjaldemokratyczna Alternatywa i Socjaldemokratyczna Partia Słowacji. Nastąpiła wówczas zmiana nazwy partii na Kierunek – Socjalna Demokracja.
W 2006 Smer wygrał wybory parlamentarne z wynikiem 29,1% głosów i 50 mandatami. Ugrupowanie zawarło koalicję z Partią Ludową – Ruchem na rzecz Demokratycznej Słowacji Vladimíra Mečiara i Słowacką Partią Narodową Jána Sloty, tworząc rząd, na czele którego stanął Robert Fico. Gabinet ten funkcjonował przez pełną kadencję do 2010. Za zawarcie koalicji ze skrajnie prawicową i nacjonalistyczną Słowacką Partią Narodową w 2006 Smer został czasowo zawieszony w prawach członkowskich w Partii Europejskich Socjalistów.
W wyborach w tym samym roku partia zdobyła 34,8% głosów i ponownie zajęła pierwsze miejsce wśród ugrupowań politycznych (62 mandaty). Słabe wyniki koalicjantów, z których pierwszy znalazł się poza parlamentem, a drugie utracił ponad połowę posłów, spowodowały jednak przejście partii Roberta Ficy do opozycji. Już w 2012 po rozpadzie centroprawicowej koalicji doszło do kolejnych wyborów do Rady Narodowej. Smer odniósł zdecydowane zwycięstwo z wynikiem 44,4%, co przełożyło się na 83 mandaty w 150-osobowym parlamencie. Pozwoliło to na utworzenie pierwszego od czasu rozpadu Czechosłowacji monopartyjnego gabinetu, na czele którego ponownie stanął Robert Fico.
W 2016 Smer ponownie zwyciężył w wyborach krajowych, tracąc jednak ponad 30 mandatów i tym samym bezwzględną większość w parlamencie. Partia zawiązała wówczas koalicję ze Słowacką Partią Narodową oraz ugrupowaniami Most-Híd i SIEŤ, jej lider pozostał premierem.
W marcu 2018, po skandalu związanym z zabójstwem dziennikarza Jána Kuciaka i masowych protestach, Robert Fico podał się do dymisji, która została przyjęta przez prezydenta Andreja Kiskę. W tym samym miesiącu na czele nowego gabinetu stanął inny członek partii, dotychczasowy wicepremier Peter Pellegrini.
W wyborach do Rady Narodowej w 2020 Smer otrzymał 18,3% głosów (38 mandatów), zajmując drugie miejsce za ugrupowaniem Zwyczajni Ludzie. W konsekwencji partia utraciła władzę, przechodząc do opozycji. W czerwcu tego samego roku doszło do rozłamu w partii, gdy Peter Pellegrini ogłosił powołanie nowej partii pod nazwą Głos – Socjalna Demokracja i z grupą posłów wystąpił z klubu poselskiego.
W wyborach w 2023 partia zajęła pierwsze miejsce z wynikiem 22,9% głosów (42 mandaty). Ugrupowanie podpisało porozumienie koalicyjne z partią Petera Pellegriniego, a także z narodowcami, co skutkowało ponownym zawieszeniem w październiku 2023 jego członkostwa w Partii Europejskich Socjalistów. W tym samym miesiącu Robert Fico powrócił na urząd premiera.

## Wyniki wyborów
| Wybory | Poparcie | Mandaty | Zmiana |
| ------ | -------- | ------- | ------ |
| 2002   | 13,5%    | 25      | –      |
| 2006   | 29,1%    | 50      | +25    |
| 2010   | 34,8%    | 62      | +12    |
| 2012   | 44,4%    | 83      | +21    |
| 2016   | 28,3%    | 49      | –34    |
| 2020   | 18,3%    | 38      | –11    |
| 2023   | 22,9%    | 42      | +4     |

| Wybory | Poparcie | Mandaty | Zmiana | L. miejsc dla Słowacji |
| ------ | -------- | ------- | ------ | ---------------------- |
| 2004   | 16,9%    | 3       | –      | 14                     |
| 2009   | 32,0     | 5       | +2     | 13                     |
| 2014   | 24,1%    | 4       | –1     | 13                     |
| 2019   | 15,7%    | 3       | –1     | 14                     |
| 2024   | 24,8%    | 5       | +2     | 15                     |

| Wybory | Popierany kandydat | Głosowanie | Poparcie | Uwagi                         |
| ------ | ------------------ | ---------- | -------- | ----------------------------- |
| 2004   | Ivan Gašparovič    | I tura     | 22,3%    | Przejście do II tury          |
| 2004   | Ivan Gašparovič    | II tura    | 59,9%    | Wygrana z Vladimírem Mečiarem |
| 2009   | Ivan Gašparovič    | I tura     | 46,7%    | Przejście do II tury          |
| 2009   | Ivan Gašparovič    | II tura    | 55,5%    | Wygrana z Ivetą Radičovą      |
| 2014   | Robert Fico        | I tura     | 28,0%    | Przejście do II tury          |
| 2014   | Robert Fico        | II tura    | 40,6%    | Przegrana z Andrejem Kiską    |
| 2019   | Maroš Šefčovič     | I tura     | 18,7%    | Przejście do II tury          |
| 2019   | Maroš Šefčovič     | II tura    | 41,6%    | Przegrana z Zuzaną Čaputovą   |
| 2024   | Peter Pellegrini   | I tura     | 37,0%    | Przejście do II tury          |
| 2024   | Peter Pellegrini   | II tura    | 53,9%    | Wygrana z Ivanem Korčokiem    |